# Tiratore scelto

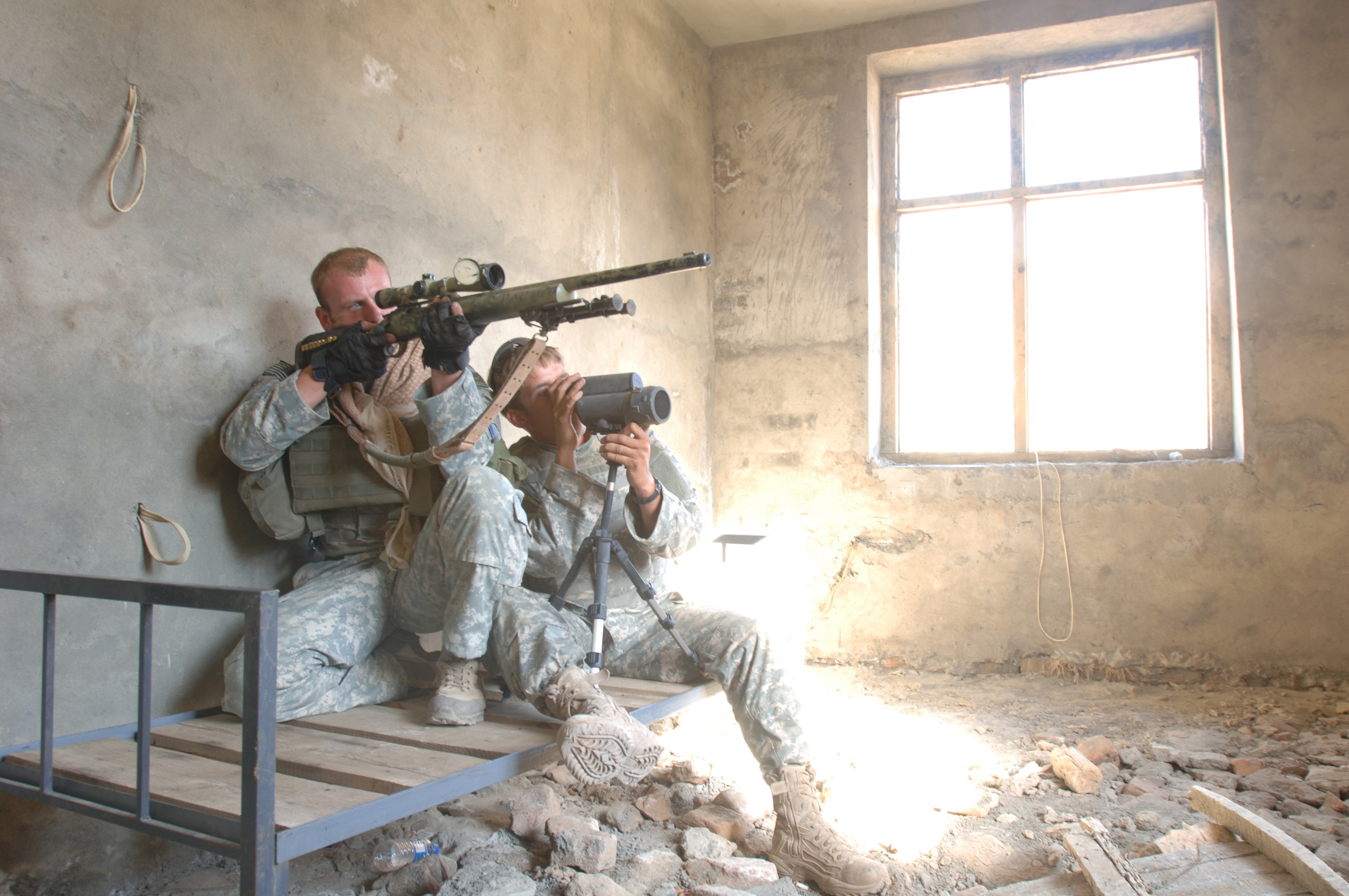
Sniper team statunitense in azione con un M24,dall'interno di una stanza a Jalalabad, nel teatro bellico dell'Afghanistan

Un tiratore scelto (soprannominato anche cecchino o sniper) è una persona addestrata ed equipaggiata per colpire con precisione bersagli molto distanti.
In ambito militare è fornito di un fucile ad alto potenziale con un mirino telescopico (fucile di precisione), che gli permette di ingaggiare bersagli a distanze dell'ordine di svariate centinaia, se non migliaia di metri.
La dotazione prevede spesso anche arma corta, pugnale e altre armi di supporto quali esplosivi o puntatori per il coordinamento di attacchi guidati.
I tiratori vengono addestrati in pratiche come il camuffamento, la ricognizione, l'infiltrazione e l'osservazione. I tiratori scelti ricoprono un ruolo decisivo nella guerriglia urbana e nelle giungle.

## Storia

### Le origini
Le armi da fuoco, dal Medioevo fino alla metà del XIX secolo, erano costituite per la maggior parte da moschetti a canna corta e anima liscia; ciò limitava la portata utile di queste armi a poche decine di metri e, sebbene il fucile a canna rigata fosse noto fin dal XVI secolo, era un'arma troppo cara per rifornirne un qualsiasi esercito e soprattutto di difficile fabbricazione. Solo dal XVI secolo comparvero alcuni tiratori sui campi di battaglia d'Europa, ma essi non facevano parte di corpi organizzati di tiratori scelti, erano per lo più contadini e fattori, cacciatori di selvaggina e armati con fucili sportivi, che rappresentarono un punto di forza per gli eserciti poco professionali di cui facevano parte, ma erano pochi e non incidevano sulle sorti della guerra.
La situazione cambiò gradualmente a partire dalla rivoluzione industriale, grazie all'evoluzione tecnologica e soprattutto industriale, che permisero una più rapida ed economica produzione di fucili a canne rigate; a questo punto l'ostacolo vero e proprio divenne l'ostinazione dei capi militari di continuare a combattere con enormi masse dotate di moschetto, in uno scontro praticamente corpo a corpo.
Solo con la fine delle ostilità tra britannici e statunitensi nel 1783 la potenzialità dei fucili a canna rigata fu presa in seria considerazione. Orgogliosi della propria tradizione militare, i britannici ritenevano di poter sbaragliare i coloni come la tattica di allora obbligava, ovvero con scontri diretti in campo aperto. Ma i nemici colsero alla sprovvista i britannici, vennero mandati in campo fucilieri dotati di uniformi mimetiche, che muovendosi come cacciatori mettevano in atto vere e proprie azioni di guerriglia, colpendo gli ufficiali nemici senza possibilità di contrattacco. Questo demoralizzava i britannici che vedevano cadere i propri compagni senza neppure capire da dove fosse partito lo sparo, e anche se questo fosse stato individuato, il moschetto Land Pattern non superava i 180 metri di portata utile, mentre i fucili Kentucky o Pennsylvania a canna lunga superavano, sia pure di poco, i 300 metri, il che rendeva impossibile rispondere agli attacchi dei tiratori statunitensi.
Nonostante l'apporto dei fucilieri statunitensi avesse avuto fondamentalmente poca influenza sull'esito della guerra - decisa soprattutto dall'appoggio navale francese ai coloni - Lord Howe arrivò a lamentarsi in Parlamento del metodo poco ortodosso di combattere dei ribelli, tanto che il governo britannico accettò a stento di reclutare e addestrare un'unità di fucilieri di cento uomini, che adottarono gli armamenti e le tattiche nemiche. Un giovane ufficiale britannico, Patrick Ferguson, riuscì nel tentativo di convincere i suoi superiori dell'efficacia del fucile, ma il suo contributo alla guerra fu minimo e dopo la sua morte nella battaglia di King's Mountain, l'unità e i suoi fucili sparirono dalla scena.

### I primi tiratori scelti
Solo alla fine del XVIII secolo, gli eserciti, soprattutto quello britannico, cominciarono a prestare maggiore attenzione alle armi da truppa e nel 1798 il Board of Ordnance britannico ordinò 5000 fucili tipo Jäger in dotazione ai fucilieri scelti che prestavano servizio negli stati tedeschi, appunto gli Jäger ("cacciatori"), famosi per la loro grande abilità di tiratori ed esperti conoscitori del territorio.
Ma i fucili tedeschi erano pesanti e di bassa qualità e il governo britannico decise d'iniziare diverse prove su alcuni modelli da utilizzare; così nell'arsenale di Woolwich nel 1799 fu scelto il progetto di Ezequiel Baker e nel 1802 i primi 800 fucili furono consegnati al 95º reggimento fucilieri di nuova formazione.
Questi fucilieri non combattevano come la fanteria; nacque quindi l'idea di un soldato indipendente che agisse secondo criteri personali, compiendo azioni di disturbo nelle retrovie nemiche, colpendo artiglieri, cavalli e ufficiali nemici, sfruttando la maggiore portata dei fucili, il territorio e il mimetismo delle divise verdi, introdotte ad hoc per queste unità. Le guerre napoleoniche furono il primo banco di prova per i tiratori scelti. Il loro addestramento prevedeva l'osservazione del nemico, manovre di disturbo, caos e disorientamento del nemico, ma le unità formate rimasero troppo piccole nonostante si rivelassero molto efficaci, l'addestramento prediligeva comunque la forza delle grandi masse compatte di fanteria.

### La guerra di Crimea e la guerra di secessione americana
La dottrina dogmatica, che vedeva l'impiego di fucili poco precisi, sosteneva l'importanza di combattimento tra grandi schieramenti; ciò comportava parecchi inconvenienti rispetto ai vantaggi di dotare gli uomini di nuovi fucili. Con l'introduzione del fucile a percussione e con l'avvento della produzione di massa agli inizi degli anni trenta del XIX secolo, gli Stati Uniti diedero il via a piani di produzione bellica altamente meccanizzata, come nelle manifatture Springfield, Harper's Ferry e Colt and Hartford, che iniziarono una produzione a buon mercato di fucili a canna rigata.
Tra il 1830 e il 1850 tutte le maggiori potenze militari rifornirono i propri eserciti di fucili a canna rigata e, benché fossero ad avancarica, avevano una precisione di dieci volte superiore rispetto alle armi a canna liscia. La Gran Bretagna adottò l'Enfield modello Minié 1851, modificato poco dopo dal modello 1853, dotandolo ai sei migliori tiratori di ogni compagnia, e i tiratori rivelarono la loro importanza nelle Guerre di Frontiera del Capo (1853), in Sudafrica.
La guerra di Crimea fu testimone di una nuova modalità di fare la guerra basata sulle trincee, su lunghi bombardamenti di artiglieria e sullo scambio di colpi tra soldati dotati di fucili precisi a distanze fino a poco tempo prima concepibili solo per l'artiglieria. Sorse quindi il problema dell'identificazione del bersaglio; dato che a 900 metri un uomo è più piccolo del mirino del fucile, nelle file britanniche gli uomini inconsapevolmente iniziarono ad agire come i moderni tiratori scelti. In trincea si iniziò ad assistere all'azione combinata di due uomini nel tiro di precisione, il tiratore steso a terra con il dito sul grilletto pronto a sparare e il compagno accanto a lui che puntava il telescopio nella stessa direzione, aspettando il momento in cui il nemico si sarebbe fatto vedere per dare il segnale di fare fuoco.
Nonostante i problemi portati dalla polvere nera che assorbiva l'umidità e dall'avancarica che obbligava il soldato a esporsi per ricaricare l'arma, il fucile di precisione fu sempre più apprezzato e raggiunse un alto livello di utilizzo durante la guerra di secessione americana. La disponibilità economica e il controllo delle maggiori fabbriche da parte degli unionisti fece sì che l'esercito del nord fu il primo a reclutare ed equipaggiare un reggimento di tiratori specialisti e nel giugno 1861 fu costituito il 1st Regiment of Sharpshooters, sotto il comando del colonnello Hiram Berdan.
I tiratori di Berdan furono addestrati come tiratori ed esploratori e le richieste di unirsi a loro fecero nascere un secondo reggimento, dotato di uomini ben addestrati; «Non era ammesso chi non fosse capace di realizzare, a 180 metri di distanza, dieci spari consecutivi a una media di 7,5 cm di distanza dal centro del bersaglio». In seguito alle pressioni di Berdan, nel 1862 l'Ordnance Department equipaggiò i suoi uomini con fucili Sharp a retrocarica, molto affidabili e precisi, ma solo pochi dei 1500 consegnati erano dotati di mirino telescopico. Gli uomini di Berdam inoltre erano dotati di una divisa uguale alla fanteria, ma di colore verde anziché azzurro, e venivano utilizzati come truppe speciali che entravano in azione solo quando necessario.
Anche nell'esercito confederato erano presenti tiratori esperti, ma non costituivano una truppa a sé stante, ma milizie all'interno della fanteria. Solo successivamente vennero create alcune unità di tiratori scelti, dove i tiratori migliori venivano dotati di fucili a canna rigata Whitworth. Il problema per i confederati era però il prezzo e le difficoltà di aggirare il blocco navale degli unionisti: i combattenti del sud ne utilizzarono pochi esemplari, forse non più di 175, una cifra ridicola rispetto alla produzione di Enfield o Sharps. Uno dei tiratori confederati più famosi fu il capitano Jack Hinson, originario del Tennessee, che pare fosse in grado di colpire il bersaglio ad oltre settecento metri di distanza senza utilizzare alcun genere di ottica.
Ma come successe dopo la guerra d'indipendenza americana, anche alla fine delle ostilità della guerra civile le abilità acquisite e gli stessi tiratori furono riassorbiti dalla fanteria; venendo meno alle esigenze militari, anche i progressi caddero nel dimenticatoio. Ma non fu così per l'industria, che nella produzione di fucili sportivi arrivò a perseguire due obiettivi: creare un propulsore che non emettesse fumo e perfezionare le meccaniche della retrocarica. L'invenzione della polvere infume - nitrato di cellulosa - fu perfezionata in Francia nel 1886, consentendo l'emissione minima di fumo grigio che rendeva ancor più "invisibili" i tiratori. Di pari passo ci fu il perfezionamento anche della retrocarica e all'inizio del '900 quasi tutti gli eserciti del mondo avevano adottato il fucile a retrocarica a otturatore girevole-scorrevole (bolt-action), che sparava cartucce relativamente piccole con polvere infume.
La lista dei produttori diventò corposa: Mauser, Krag-Jørgensen, Mannlicher, Enfield, Schmidt-Rubin, Remington. Tutti producevano fucili militari di notevole precisione, capaci di raggiungere obiettivi distanti più di 1800 metri.

### La guerra boera
Alla conclusione della guerra boera del 1902 l'esercito britannico apprese una dura lezione sul concetto di tiro dalla lunga distanza. Un esercito di contadini boeri, privi di qualsiasi addestramento, dimostrò cosa si potesse ottenere con fucili di nuova generazione e con tiratori molto capaci che, allenati dalla caccia di animali, riuscivano a sparare da una distanza tale che i nemici non erano neppure in grado di capire da dove arrivassero i colpi. E nemmeno riuscivano a identificare chiaramente gli obiettivi, perché la maggior parte dei boeri era barbuta e portava un copricapo largo e scuro, primo esempio di mimetica, sicuramente casuale, che negli anni seguenti sarebbe stato imitato.
E anche se l'addestramento fu intensificato nel decennio successivo, allo scoppio della prima guerra mondiale, i britannici sembravano essersi dimenticati di quanto appreso sul tiro di precisione.

### Dal dopoguerra ad oggi

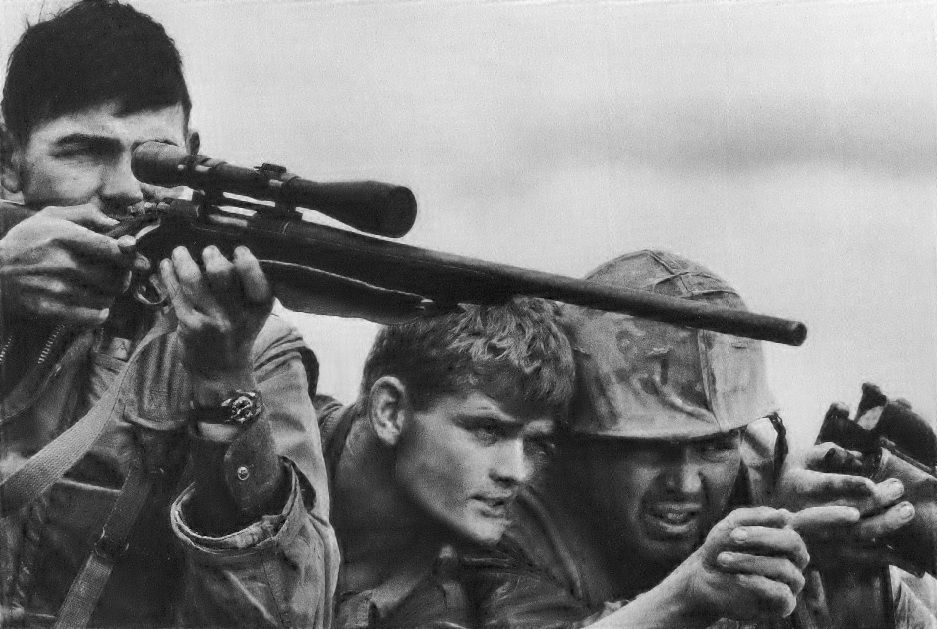
Squadra di cecchini del Corpo dei Marines a Khe Sanh (1968)

L'utilizzo dei fucili di precisione si è poi ampiamente diffuso con l'evolversi delle tecniche di combattimento, raggiungendo il culmine con la guerra del Vietnam, dove entrambe le fazioni in lotta facevano largo uso di tiratori scelti. A contribuire alla fama dei tiratori scelti sono stati personaggi come Carlos Hathcock che durante la guerra del Vietnam giunse a 93 uccisioni confermate, convincendo con i propri risultati il Dipartimento della Difesa statunitense ad inserire almeno uno di questi soldati rigidamente addestrati e selezionati in ogni unità di fanteria e ad istituire una scuola apposita per tiratori scelti che ancora oggi porta il suo nome.

### Origine del termine "cecchino"
Durante il primo conflitto mondiale, nella lingua italiana si diffuse l'uso del termine "cecchino", nato per indicare i tiratori scelti austro-ungarici. Il termine "cecchino" deriva da "Cecco Beppe", soprannome con cui era noto, fin dal periodo del Regno Lombardo-Veneto, l'imperatore Francesco Giuseppe I d'Austria. Il termine si diffuse, con probabile intento dispregiativo, per indicare i tiratori scelti appostati.

## Addestramento

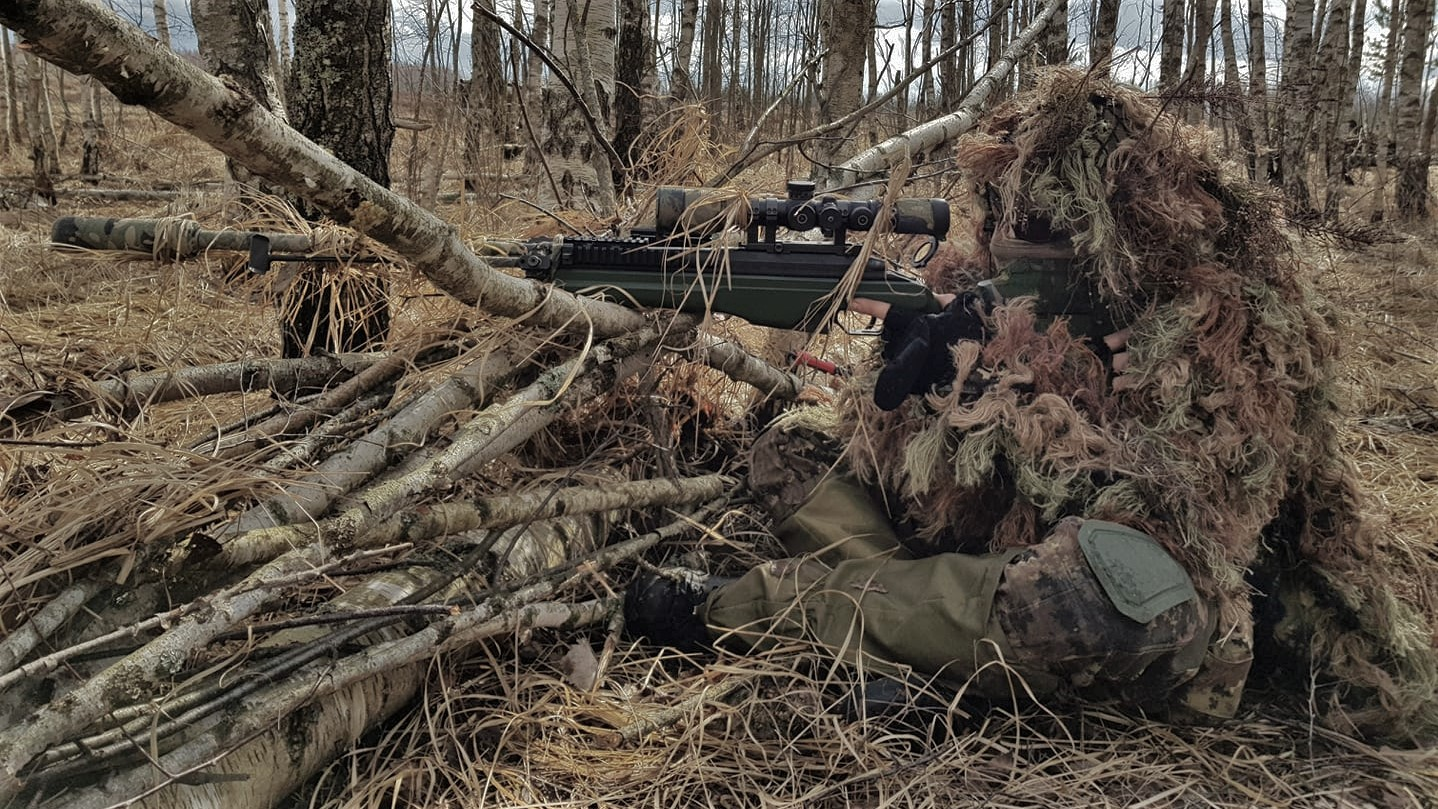
Tiratore dell' Esercito italiano durante un addestramento

Parte principale dell'addestramento di un tiratore è il perfetto uso del fucile di precisione, che è uno strumento di non facile uso, soprattutto a causa del peso. Molto importanti sono le tecniche necessarie all'affinamento delle capacità di mira: quando possibile, il tiratore spara in posizione prona, sia per aumentare la stabilità del fucile, sia per diminuire la possibilità di farsi vedere dal nemico.
Altro sostanziale fattore nell'addestramento sono le tecniche di camuffamento: ad esempio, oggi i tiratori scelti usano per il combattimento nella vegetazione una particolare tuta, detta ghillie suit, composta da una serie di strisce di stoffa grigie, verdi e marroni, il cui scopo è quello di rappresentare un insieme di rami e foglie.

## Impiego in guerra
Diverse nazioni hanno differenti dottrine militari riguardo ai tiratori scelti nelle unità militari, attrezzature e tattiche. Generalmente, in guerra lo scopo del tiratore è ridurre la capacità al combattimento del nemico, colpendo un piccolo numero di bersagli di grande importanza come gli ufficiali (per disorientare e demoralizzare i soldati), gli addetti alla radio (per isolare l'unità nemica), i serventi delle mitragliatrici (in grado di impedire assalti della fanteria) o gli addetti alle armi anticarro (in previsione di un assalto corazzato).
Le dottrine della Unione Sovietica includevano squadre di tiratori che possono essere chiamate sharp shooters (tiratori precisi) o designated riflemen (tiratori scelti) in altre dottrine.
I tiratori scelti delle forze armate statunitensi e britanniche e di altre nazioni che adottano le loro dottrine, sono schierati in una squadra di due uomini, un tiratore e un osservatore, detta sniper team. Il primo uomo è il tiratore (sniper), che ha il compito di sparare con il fucile di precisione; mentre il secondo uomo è l'osservatore (spotter) che utilizza un binocolo per osservare l'effetto del tiro e dare eventuali correzioni sulla traiettoria, oltre a fornire informazioni tattiche come la distanza dal bersaglio e a tenere le comunicazioni radio. Spesso cecchino e osservatore portano a turno il fucile per ridurre la fatica.
Recentemente alcuni team sniper sono formati da 2 sniper ove, se lo sniper principale sbaglia, il secondo tiratore (osservatore) corregge l'errore e spara immediatamente lui stesso. Utilizzano ottiche con reticoli telemetrici.

Le funzioni dell'osservatore comprendono anche scorta e copertura dello sniper. Abitualmente è armato con armi automatiche, ma a volte anche con lancia razzi al fine di coprire la fuga dello sniper e la propria dal fuoco di risposta nemico; a questa funzione può essere addetto un terzo soldato. Alcuni anni fa una celebre ditta di ottiche propose un sistema avveniristico per il calcolo più preciso del tiro, ma il team doveva essere formato da un numero tale di operatori che avrebbe trasformato il team sniper da 2 elementi a una squadra, quindi rendendo vana la caratteristica essenziale per lo sniper, l'invisibilità, ovvero passare inosservato ovunque.

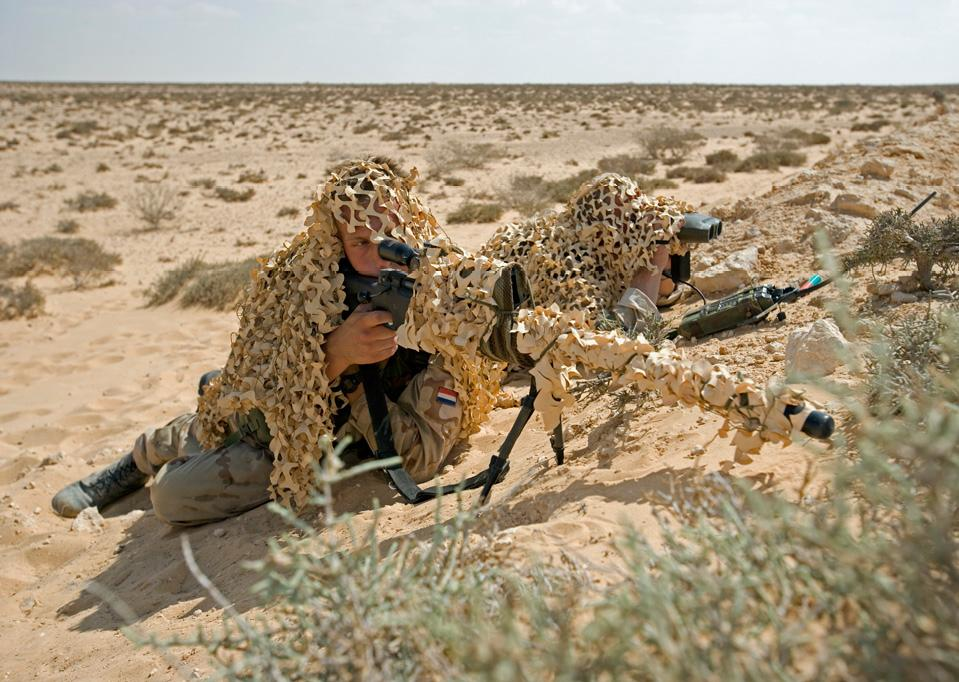
Un team di tiratori scelti olandesi dell'ISAF che utilizzano un fucile Accuracy International Arctic Warfare e un binocolo laser rangefinder Leica/Vectronix VECTOR IV

Le forze armate britanniche hanno impiegato interi gruppi di sniper, solitamente armati di fucili di cal. 338 Lapua Magnum o superiori e con munizionamento prevalentemente perforante a distanze superiori ai 1000 m, per arrestare convogli militari. Se questi non si arrendono gli sniper continuano il tiro sia contro i mezzi che contro i soldati e solo quando cessa o si riduce considerevolmente ogni resistenza, intervengono truppe di fanteria. Questo genere di intervento si è dimostrato proficuo sia per il risparmio di vite umane della fanteria, sia dei costi di munizionamento di artiglieria, razzi, ecc, in quanto un solo missile costa molto più che un fucile sniper ed equivale al valore di centinaia di munizioni.
Le tipiche missioni dei tiratori scelti includono: ricognizione e sorveglianza, anti-cecchino, uccisione di comandanti nemici, selezione obiettivi di opportunità e anche missioni contro materiali (distruzione di equipaggiamenti militari). Recentemente i tiratori scelti hanno dimostrato in modo crescente di essere utili alle forze statunitensi e britanniche durante le guerre in Iraq e Afghanistan nel ruolo di fuoco d'appoggio per coprire i movimenti della fanteria, specialmente in aree urbane. Tali unità sono state utilizzate con successo anche nel creare delle aree di interdizione, vedi Stalingrado, Beirut, ecc. Ad esempio a Beirut gli sniper italiani riuscirono a creare una zona di sicurezza di 400 m attorno alla loro base.
I calibri più utilizzati in occidente sono il 7,62x51 N.A.T.O., il 300 Winchester Magnum, il 338 Lapua Magnum, il 50 BMG, mentre per il blocco sovietico il 7,62x54R.

## Record di tiro
- L'attuale record mondiale di distanza di tiro riuscito in combattimento è 3800 metri, effettuato da Vyacheslav Kovalskiy, un soldato ucraino membro del Servizio di sicurezza dell'Ucraina[14][15][16].
- Il precedente record era di 3540 metri, effettuato da un membro della Joint Task Force 2 canadese in Iraq nel 2017. Il tiratore ha sparato da un grattacielo con un fucile di precisione McMillan TAC-50 calibro .50 BMG; il proiettile ha impiegato circa 10 secondi per raggiungere il bersaglio[17].
- Un altro record era di 2475 metri, compiuto da Craig Harrison (Caporale dell'Esercito Inglese). Il tiro è avvenuto nel novembre 2009 in Afghanistan, utilizzando un fucile L115-A3 (Designazione militare dell'Artic Warfare Magnum) calibro .338 Lapua Magnum. Harrison sparò tre proiettili, uccidendo 2 talebani appostati con un PKM (mitragliere e servente al pezzo) ed eliminando così la postazione nemica.
- Un altro record era di 2430 metri, compiuto da un tiratore canadese, il caporale Rob Furlong, del terzo battaglione Canadese Principessa Patrizia di fanteria leggera (Princess Patricia's Canadian Light Infantry) (3PPCLI), sempre durante la guerra in Afghanistan, usando un fucile (12.7mm) McMillan TAC-50 calibro .50 BMG. Si calcola che il proiettile abbia avuto un tempo di volo di ≈ 4.5 secondi e una flessione di ≈ 70 metri.
- Famosissimo e molto duraturo è stato il record del sergente del Corpo dei Marines U.S.A. Carlos Hathcock, ottenuto durante la guerra del Vietnam, a una distanza di 2250 metri con una mitragliatrice Browning M2 calibro .50 BMG da lui modificata per l'utilizzo di munizioni appositamente ricaricate e dotata di un'ottica di mira.

## Credenze
- La diffusa credenza che accendere tre sigarette con un solo fiammifero porti sfortuna è nata nella prima guerra mondiale; si dava infatti ad un eventuale cecchino il tempo di accorgersi della presenza del nemico (prima sigaretta), aggiustare la mira (seconda sigaretta) e sparare (terza sigaretta);
- Altra credenza derivata dalla prima guerra mondiale, legata alle sigarette, è quella che se si fuma di notte e si è all'interno del suo raggio di tiro, il cecchino individua il bersaglio anche a notevole distanza.